# 知多火力発電所

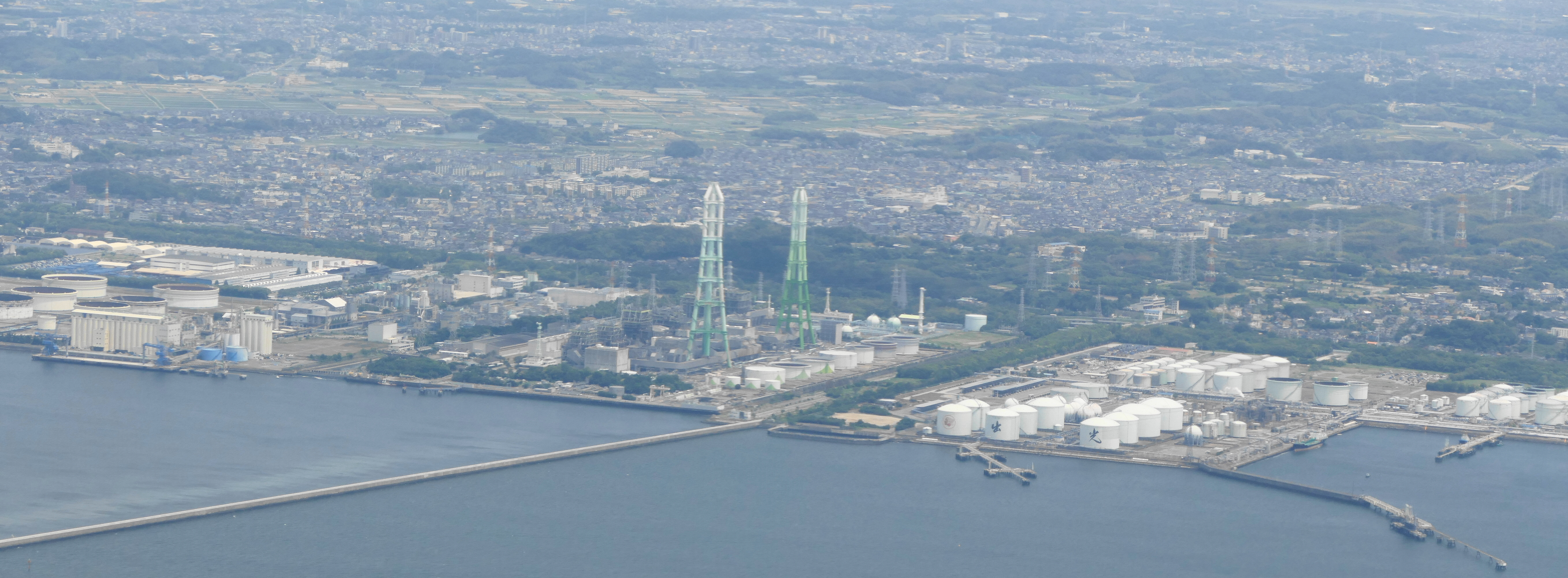
空から見た知多火力発電所

知多火力発電所（ちたかりょくはつでんしょ）は、愛知県知多市北浜町23にあるJERAの天然ガス・石油火力発電所である。PR施設の知多電力館が併設されている。高さは220メートル。

## 概要
中部電力が設置し、1966年2月に1号機が運転を開始、6号機までが建設された。5、6号機は中部電力初のLNG専焼火力であり、1985年には1〜4号機もLNG焚きに改造された。
1992年から1996年にかけて1、2、5、6号機において、ガスタービン発電設備を追加し排気再燃型コンバインドサイクル化工事を行い出力を増強、全国有数の大容量火力発電所となった。ガスタービン発電設備停止時も既存の汽力発電設備の単独運転が可能である。
2017年3月15日に1号機が、4月1日に2～3号機が、10月31日に4号機が休止された。
2019年4月、当発電所は、中部電力からJERAに移管された。
2019年11月、1～5号機の廃止計画が公表された。2022年3月に1～4号機が廃止された。
5号機は2026年度に廃止の予定である。LNGコンバインドサイクル発電を採用する7、8号機を2027年度に運転開始する計画が検討段階にある。

## 発電設備
- 総出力：170万kW[6]
- 敷地面積：約56万m2

5号機（2026年度廃止予定）
発電方式：排気再燃型1,300℃級コンバインドサイクル発電方式
定格出力：85.4万kW
　蒸気タービン：70万kW × 1軸
　ガスタービン：15.4万kW × 1軸
使用燃料：LNG
営業運転開始：1978年3月
設備増強：1992年〜1996年
6号機
発電方式：排気再燃型1,300℃級コンバインドサイクル発電方式
定格出力：85.4万kW
　蒸気タービン：70万kW × 1軸
　ガスタービン：15.4万kW × 1軸
使用燃料：LNG
営業運転開始：1978年4月
設備増強：1992年〜1996年

## 廃止された発電設備
1号機
発電方式：排気再燃型1,300℃級コンバインドサイクル発電方式
定格出力：52.9万kW
　蒸気タービン：37.5万kW × 1軸
　ガスタービン：15.4万kW × 1軸
使用燃料：LNG
営業運転開始：1966年2月 - 2022年3月
設備増強：1992年〜1996年
2号機
発電方式：排気再燃型1,300℃級コンバインドサイクル発電方式
定格出力：52.9万kW
　蒸気タービン：37.5万kW × 1軸
　ガスタービン：15.4万kW × 1軸
使用燃料：LNG
営業運転開始：1967年1月 - 2022年3月
設備増強：1992年〜1996年
3号機
発電方式：汽力発電方式
定格出力：50万kW
使用燃料：LNG、原油、重油
営業運転開始：1968年3月 - 2022年3月
4号機
発電方式：汽力発電方式
定格出力：70万kW
使用燃料：LNG、原油、重油
熱効率：41.7%（低位発熱量基準）
営業運転開始：1974年3月 - 2022年3月